# 內廚增二
大熊座76，又名BD+63 1026，HD 110462、SAO 15871、HR 4833，是大熊座的一颗恒星，视星等为6.07，位于銀經124.87，銀緯54.38，其B1900.0坐标为赤經12h 37m 11.8s，赤緯+63° 54.38′ 43″。